# Demeter (gudinde)
 For alternative betydninger, se Demeter. (Se også artikler, som begynder med Demeter)
Demeter (attisk: Δημήτηρ / Dēmētēr, dorisk Δαμάτηρ / Dāmātēr) var datter af Rhea og Kronos, og således søster til Hades, Poseidon, Zeus, Hera og Hestia. Som sine søskende blev hun ædt af sin far, men kastet op igen efter at han havde indtaget et brækmiddel, han fik af Metis. Med sin bror Zeus fik Demeter børnene Persefone og Dionysos, og med sin anden bror Poseidon føllet Areion og hans søster Desponea.
Demeter var korngudinde og landbrugets beskytter. Den nære tilknytning til jorden var arvet fra hendes mor Rhea, og utvivlsomt trådte Demeter i stedet for de lokale jordgudinder, der var dyrket siden bronzealderen. Demeters helligdom i Eleusis, samt de eleusinske mysterier, udbredte troen på, at Demeter sikrede sine følgere liv efter døden. I romersk mytologi tilsvarer hun Ceres.

## Navn
Navnet Demeter er oftest tolket som De- = jord og -meter = mor. Det første leds tolkning, med De- som en forvansket form af da - angiveligt en dorisk form af det græske gē ("jord" som i navnet Gaia) - er omstridt, selv om det også har været anvendt i tolkningen af navnet Poseidon. Det romerske navn Demetrius betyder "Demeters søn". Som andet ophav til De- er også foreslået det kretiske ord dêai (= byg).

## Plads i gudekredsen
Demeter nævnes knapt af Homer, der lige nævner hende i Odysseen som den lyshårede gudinde, der skiller avnerne fra kornet. Sin plads i den græske gudekreds fik hun først i yngre religiøs digtning, dvs. hos Hesiod og i Demeterhymnen, hvor skildringen utvivlsomt påvirkes af hævd og praksis ved hendes helligdom i Eleusis. Hun blev anset som stifter af og gudinde for de eleusinske mysterier. I kunsten kendes hun ved sine attributter, et scepter og kornaks, eller fra sin kultus en fakkel og offerdyret gris. Hun ses også med krone og med et overflødighedshorn, og iblandt på afbildninger af Athenes fødsel. I Demeterhymnen skildres hun som blond.

## I hesteskikkelse
I Arkadien kaldtes Demeter Deo, og blev dyrket i skikkelse af en bronzestatue med kvindekrop og hestehoved, sandsynligvis med tanke på myten om hendes affære med sin bror Poseidon, hvor hun forvandlede sig til en hoppe for at undgå hans tilnærmelser. Han forvandlede sig så til en hingst og parrede sig med hende; sammen fik de føllet Areion eller, i en anden version, Desponea, der holdt til i underverdenen.

## Den sørgende mor
Selvom myten lægger vægt på morsbegrebet, vægtlægges det ikke overfor jorden, men i morsforholdet til datteren Kore (= pige, datter) - senere identificeret med underverdenens dronning Persefone, der i den ældste episke digtning endnu ikke var gjort til Demeters datter.
Som mor og datter var deres forhold så tæt, at de ofte blev kaldt for "gudindeparret". I Korinth havde de et fælles tempel, der nok var blandt de allerstørste på græsk område. I nyere tid blev templet overtaget af romerne for indvielse af katadesmoi (= forbandelser). Helligdommen blev forladt i slutningen af 300-tallet.
Demeter fik datteren Kore med sin bror Zeus. En dag fik Hades øje på sin søsterdatter ude på en blomstereng sammen med Pallas Athene, Artemis og en gruppe piger, og forelskede sig i hende. Efterfølgende bortførte han hende i sin vogn for at leve sammen med hende i underverdenen. I nogle beretninger havde Zeus givet sin tilladelse til bortførelsen, som overleveringen placerer til enten det frugtbare Sicilien eller et sted i Asien. Kores rædselsskrig blev hørt kun af Hekate og Helios, og Demeter begav sig ud for at lede efter sin tabte datter, knust af sorg.
I Eleusis satte hun sig i en gammel kones skikkelse ved brønden Parthenion (= Jomfrustedet) i skyggen af et oliventræ. Kong Keleos' fire døtre Kallithoê, Kallidikê, Kleisidikê og Dêmô kom efter vand og opfordrede hende til at melde sig ved slottet. Her gav dronning Metaneira hende sin søn Demofon at passe. Drengen trivedes og mindede mere og mere om en gud. Demeter lagde ham om aftenen i flammerne for at gøre ham udødelig; men en aften kom dronningen til hendes kammer og råbte i forfærdelse ved synet af sin søn inde i ilden. Gudinden blev vred: "Jeg sværger ved Styx, vidne til ederne, guder aflægger: At udødelig og uden alder ville jeg have gjort din lille dreng, men nu kan han ikke undgå død og dom." Rasende røbede hun sin identitet, og forlangte et stort tempel bygget for sig ved foden af byens akropolis og dens bratte vægge, med et stort alter. Hun ville personligt instruere folk i de hellige riter til hendes ære. Samtidig ændrede hun størrelse og udseende, mens velduft bølgede fra hendes parfumerede tøj. Hendes blonde hår strømmede ud over skuldrene, og paladset blev oplyst som ved et lynnedslag.
Kong Keleos lod templet bygge, men gudinden sank ned i fortvivlelse af savn efter sin datter, så intet levende ville spire eller gro, men i stedet begyndte at visne og dø. Til sidst indså også Zeus alvoren, og sendte Hermes for at hente Persefone op fra underverdenen. Hades ville ikke trodse sin mægtige bror på Olympen, der også var pigens far, og hun skyndte sig glædesstrålende hen til Hermes, som kørte hende i vild fart hjem til hendes mor, som løb dem i møde som en mænade. Men stjålent havde Hades givet pigen et granatæble; og da hun spiste af kernerne, var hun knyttet til ham en tredjedel af året. Snart kom Rhea med bud fra Zeus om, at Persefone skulle tilbringe en tredjedel af året i underverdenen, men de andre to tredjedele i selskab med sin mor og de andre guder. Sådan blev det, og Persefones tid i underverdenen faldt sammen med græsk vinter, inden hendes årlige opstigen til verden om foråret, når naturen vågner til liv. Ifølge Demeterhymnen deltog Hekate i Demeters søgen efter pigen, og blev senere hendes hjælper i underverdenen.
Askalafos var søn af Acheron og gartner i underverdenens frugthaver. Da Persefone var fanget der, og Hades gav hende lov til at vende hjem med sin mor, så længe hun ikke havde spist noget, røbede Askalafos, at han havde set pigen spise af et granatæble. Demeter blev rasende og begravede ham under en klippe, og da Herakles rullede stenen væk, forvandlede hun Askalafos til en ugle, sorgens budbringer. Men i Metamorfoserne fortæller Ovid, at Persefone, som tankeløst have plukket et granatæble og spist syv af kernerne, selv forvandlede ham til en ugle ved at sprøjte vand på ham fra floden Phlegethon.

## Triptolemos og kong Lyncus
Triptolemos (af græsk triptos og lemma med betydningen "Ham, der slår avnerne") var søn af kong Eleusis og sønnesøn af Hermes, og en af de eleusinske prinser, der tog vel imod Demeter, da hun ledte efter sin datter. Efter at pigen var fundet, lærte Demeter Triptolemos at dyrke jorden og sendte ham rundt i en vogn trukket af flyvende drager for at undervise menneskene i landbrug. Han blev regnet som plovens opfinder, og havde templer til sin ære og statuer af sig, både i Eleusis og Athen. Demeter skal have ønsket at gøre ham udødelig, men hans far Eleusis overværede det, blev opdaget og øjeblikkelig dræbt af den rasende gudinde.
Skytherne jagede Triptolemos væk, og dræbte den ene drage. Skytherne er derfor aldrig blevet bønder. Ifølge Ovid fik Triptolemos dog foretræde for kong Lyncus, og Triptolemos forklarede, at han bragte gaver fra Demeter i form af sædekorn. Det ærgrede kongen, og da gæsten var faldet i søvn, sneg Lyncus sig ind og angreb ham med en dolk; men inden han fik skadet ham, havde Demeter forvandlet kongen til en los (lynx lynx).

## Mysterier og festivaler

### Eleusis
Ifølge Demeterhymnen indstiftede Demeter mysteriereligionen i sit tempel i Eleusis (20 km øst for Athen) efter at have fået sin elskede datter tilbage. Denne mysteriereligion går tilbage til mykensk tid.

### Thesmofória
Den årlige festival Thesmofória (græsk Θεσμοφόρια) blev fejret til ære for Demeter forskellige steder i Grækenland, og kun af gifte kvinder, selvom enkelte ritualer blev udført af ugifte piger. Hesykhios hævder, at festivalen varede i fire dage, mens Aristofanes mener, den varede i fem. Disse uoverensstemmelser kan skyldes, at kvinderne forberedte sig til festivalen i dagevis, blandt andet ved at afstå fra samleje, og at sidde og ligge på særlige urter med påstået rensende virkning. Før festivalen valgte deltagerne to fremstående kvinder, kaldt antletriai, der fik til opgave at gå ned i kløften eller megara for at fjerne de hellige genstande. Kløften eller grotten symboliserede Demeters livmoder. De hellige genstande var fyrretræskogler og rådnende grise (ofret under forrige års fejring), samt kager formet som mandlige og kvindelige kønsorganer. Grisen var ved sin frugtbarhed knyttet til dyrkelsen af Demeter. Hvor Persefone blev bortført af Hades, så svinedrengen Eubuleus sine grise styrte med ned i afgrunden, hvor Hades forsvandt med pigen. Til minde om Eubuleus slyngede man derfor under thesmofória grise ned i "Demeters og Persefones kløfter". Her samlede slanger sig og fortærede grisene, så når antletriai efter tre dages renselse klatrede ned i kløfterne for at samle resterne efter forrige års offerdyr, klappede de i hænderne for at skræmme slangerne væk. Levningerne blev båret op og lagt på alteret for "de to gudinder". Den, der fik en portion af det rådnede kød og blandede det i sin udsæd, ansås at være sikret en god avling.
I Athen, Abdera og muligvis Sparta varede festivalen i tre dage. Den første dag blev kaldt anodos (= "opad vejen", dvs opstigning) eller kathodos (= nedstigning), den anden nesteia (= faste) og den tredje kalligeneia (= godt-født, smukt-født).
Festivalen begyndte den 11. dag i efterårsmåneden pyanepsion. I Athen gik kvinderne i optog fra Athen til Eleusis. På hovedet bar de de hellige love, der skulle være indstiftet af Demeter. De overnattede så i Eleusis. Anden dag var sorgens dag, hvor kvinderne sad på jorden omkring en statue af gudinden, og ikke spiste andet end kager af sesam og honning. Denne dag fandt ingen møder sted, hverken i senatet eller blandt folket. Sandsynligvis var det på denne dag, at kvinder i Athen gik barfodet i optog bagved en vogn, der kørte kurve med symbolske genstande til Thesmoforion (festivalens helligsted). Den tredje dag, "den smukt-fødte" (fordi Demeter blev påkaldt under det navn), var en dag for sjov og halløj kvinderne imellem, til mindre om Ïambe, som fik gudinden til at smile midt i sorgen. Hesychius omtaler en ofring foretaget med tanke på mulige udskejelser eller fejl begået under festivalen, og det offer blev sandsynligvis foretaget ved festivalens afslutning. Udover Athen og Sparta er steder, der er kendt for at have fejret thesmofória, Theben i Bøotien, Drymea i Fokis, Milet, Syrakus, Eretria i Euboea, Delos, Efesus og Agrigentum.
Hesychius af Alexandria og Fotius hævdede, at kvinderne under festivalen lavede grin med hinanden og kom med grove skældsord. Astronomen Kleomedes sammenlignede den græsk, der blev talt af jøder, med sproget i bordellerne og mellem kvinder, der fejrede thesmofória.
Plutarch bemærkede ligheden mellem thesmofória og dyrkelsen af Isis i Egypt. I Athen fastede kvinderne på samme vis under thesmoforia og sad direkte på jorden; og i Bøotien talte man om "sorgens festival" med tanke på Demeters sorg over sin forsvundne datter.

## Demeter og kong Pyrrhus
Kong Pyrrhus af Epirus blev ifølge Pausanias såret i hovedet under sit angreb på Argos. Hans død skyldtes angiveligt en teglsten kastet af en kvinde, men folk i Argos mente nok, det drejede sig om Demeter, der havde antaget en almindelig kvindes skikkelse. Orakelet havde beordret en helligdom rejst for gudinden på det sted, hvor Pyrrhus døde, og der var han angiveligt begravet. Ifølge Pausanias var Pyrrhus' bronzeskjold hængt op over indgangsdøren til helligdommen."

## Demeter og sirenerne
Sirenerne blev forvandlet til fuglelignede uhyrer af Demeter. Nogle mener, det var for at få deres hjælp, mens hun søgte efter sin bortkomne datter, mens andre mener, det var en forbandelse, fordi sirenerne havde afslået at hjælpe hende med at finde Persefone. Ifølge Apollonios Rhodios havde sirenerne været Persefones kammerjomfruer, inden hun blev bortført, og sunget i kor for hende. Ovid hævder, at de forgæves ledte efter hende, og bad guderne om vinger, så de kunne lede over større områder. Så fik de gyldne fjer, men beholdt sine søde pigeansigter og menneskestemme.

## Demeter og Erysikhthon
Erysikhthon (= Jordspalteren, Jordsplitteren) beordrede en gang alle træer i Demeters hellige lund nedhugget. Et svært egetræ nægtede mændene at hugge, da det var dækket med kranse som symbol på hver bøn, Demeter havde besvaret. Erysikhthon greb da selv en økse og huggede træet ned, hvorved han dræbte den dryade, som holdt til i træet. Dryadens sidste ord var en forbandelse over ham. Gudinden hørte ordene og påkaldte Limos, ånden for umættelig sult, for at tage bolig i Erysikhthons mave. Mad forværrede nu hans sult, og han solgte alt, hvad han ejede, for at købe mere mad; men til ingen nytte. Til sidst solgte han sin egen datter Mestra som slave. Poseidon gav hende evnen til at hamskifte, så hun slap fri; men hendes far benyttede hendes evne til at ændre skikkelse til at sælge hende gentagne gange. Omsider åd han sig selv i sin hunger, så intet var tilbage af ham.